# SK C/28 283毫米艦炮
28 cm SK C/28 是納粹德國在1928年設計的283毫米，52倍徑艦炮。 它也是德國級裝甲艦的主炮。

## 腳註
1. ↑  SK - Schnelladekanone (速射炮); C - Construktionsjahr (設計年份)